# Orphella hiemalis
Orphella hiemalis är en svampart som beskrevs av S.W. Peterson, Lichtw. & Huss 1991. Orphella hiemalis ingår i släktet Orphella och familjen Legeriomycetaceae.   Inga underarter finns listade i Catalogue of Life.